# Hrehory Fedorowicz Massalski
Hrehory (Grzegorz) Fedorowicz Massalski herbu własnego – podkomorzy grodzieński w latach 1626–1638, namiestnik grodzki trocki w 1610 roku.
Był członkiem konfederacji generalnej zawiązanej 16 lipca 1632 roku. Poseł na sejm konwokacyjny 1632 roku z powiatu grodzieńskiego. Poseł na sejm 1638 roku.
Był elektorem Władysława IV Wazy z województwa trockiego w 1632 roku.